# (9353) 1991 VM4
A (9353) 1991 VM4 a Naprendszer kisbolygóövében található aszteroida. Atsushi Sugie fedezte fel 1991. november 9-én.